# Hindutva
Hindutva (Hindi हिन्दुत्व hindutva) bezeichnet ein politisches Konzept, das die autoritäre Ausrichtung Indiens nach den Vorstellungen eines primär politisch-kulturell und national verstandenen Hinduismus zum Ziel hat. 
Im deutschsprachigen Raum werden oft die Bezeichnungen hinduistischer Nationalismus oder kurz Hindu-Nationalismus sowie Hindu-Faschismus verwendet. Die ideologischen Wurzeln dieses „politisierten Hinduismus“ liegen in der neo-hinduistischen Bewegung der britischen Kolonialzeit.
Die mit diesem Konzept verbundene politische Bewegung verfügt über ein Netzwerk zahlreicher und miteinander verwobener Organisationen, in deren Kern der Rashtriya Swayamsevak Sangh steht. Mit der Bharatiya Janata Party stellt sie die stärkste indische Partei und mit Narendra Modi seit 2014 auch den Ministerpräsidenten Indiens. Unter seiner Regierung weist Indien eine zunehmend autoritäre und demokratiegefährdende Entwicklung auf. Diskutiert wird, ob und inwieweit sich die Hindutva-Bewegung ganz oder teilweise als faschistisch charakterisieren lässt.

## Begriffsbedeutung
Hindutva lässt sich als Hindutum oder Hindu-Sein übersetzen.

## Ideologie

### Entstehung im Umfeld des Neohinduismus
Die Hindutva-Bewegung entstammt dem kulturellen, sozialen und intellektuellen Umfeld, das vor der Unabhängigkeit in der indischen Gesellschaft in Britisch-Indien durch den Kontakt mit der westlichen Moderne und ihre Impulse entstand und auf diese differenziert reagierte.
1871 unterschied der von den Briten erhobene Zensus nach Konfessionen und führte dafür die Zuschreibung Hindu ein. Dieses war zuvor eine primär geographische Zuordnung gewesen, nun aber wurde sie benutzt, um einen Oberbegriff für religiöse Praktiken und Gruppen zu finden. Dies führte dazu, dass viele Inder sich tatsächlich als Hindus zu fühlen begannen, aber noch im Zensus von 1911 versuchten immerhin 200.000 Inder sich als „Hindu-Mohammedaner“ einzuordnen. Die Briten ordneten jedoch alle, die ihre Religionszugehörigkeit nicht in ihrem Sinne nach den ihnen bekannten Konfessionen klar benennen konnten, als Hindus ein – obgleich diese bis dato „keine gemeinsame Selbstbezeichnung kannten und nicht ohne weiteres als eine zusammenhängende Religion konstituiert waren“ – und folgten damit älteren persisch-muslimischen Zuschreibungen, die erst generell die Bevölkerung jenseits des Flusses Indus, dann, als der Islam in Indien Fuß gefasst hatte, alle Nicht-Moslems dort als Hindus, also als Inder bezeichnet hatten.
Aufkommende Reformbewegungen des Neohinduismus führten innerhalb des Hinduismus zu Organisations- und Selbstvergewisserungsbestrebungen sowie zu einem erwachten politischen Interesse. Das generelle gesellschaftliche (von Hindus ausgehende aber nicht auf die Hindus beschränkte) Erwachen führte politisch bereits 1885 zur Gründung des Indischen Nationalkongresses, in der sich Inder aller Religionen organisierten. Allerdings sahen Moslems mehrheitlich den Kongress mit großer Skepsis, da sie im Falle einer Machtübergabe durch die Briten an ihn befürchteten, von einer hinduistischen Mehrheit beherrscht zu werden und sich insofern mehr von einer Kooperation mit den Briten versprachen. Im Neo-Hinduismus wurden sehr unterschiedliche Positionen entwickelt, darunter säkular-liberale und konfessionsübergreifende, das Verbindende mit den Moslems suchende, aber auch auf ethnisch-nationalen Interpretationen indischer Kultur und Geschichte basierende. Übergänge waren fließend und Konflikte traten auch unvermutet auf. Die Reformgemeinde Arya Samaj beispielsweise lehnte die bevorzugte Stellung der Brahmanen und das Kastenwesen ab und vertrat die Auffassung, dass man in den Hinduismus übertreten könne, womit sie mit der orthodox hinduistischen Auffassung brach, die Geburt bestimme über die Zugehörigkeit und nicht die Überzeugung. Sie entwickelte ein shuddhi genanntes Ritual, das Konversionen erlaubte und versuchte in Auseinandersetzung mit christlicher und islamischer Mission auch Moslems zu überzeugen, was aber zu Spannungen mit moslemischen Gruppen führte bzw. bestehende oder neu auftretende kommunalistische Konflikte noch verstärkte und ein Faktor in diesen wurde.
1909 führten die britischen Kolonialherren im Rahmen einer Divide-et-impera-Strategie nach Moslems und Hindus getrennte Wählerschaften ein, in denen lediglich Kandidaten der jeweiligen Konfession gewählt werden konnten und trugen so zu einer entsprechenden Polarisierung bei.
1906 war bereits nach den bitteren Auseinandersetzungen um die von den Briten vollzogene Teilung der Provinz Bengalen in einen eher hinduistischen und westlichen und einen moslemischen und östlichen Landesteil die Muslimliga gegründet worden, 1914 folgte die Hindu Mahasabha. Beide Parteien sprachen anders als der überkonfessionelle Nationalkongress Moslems und Hindus bewusst getrennt an.

### Vordenker
Zu führenden Hindutva-Ideologen zählen Vinayak Damodar Savarkar und Madhavrao Sadashivrao Golwalkar, die beide in Schriften ihre politischen Vorstellungen veröffentlichten.

#### Vinayak Damodar Savarkar
Vinayak Damodar Savarkar formulierte in der 1923 in Nagpur veröffentlichten und der Bewegung den Namen gebenden Schrift Hindutva: Who is a Hindu? erstmals die Idee einer Hindu-Nation, der „Hindu Rashtra“. Seine Ausführungen beruhen auf drei ideologischen Prinzipien – rashtra, jati und sanskriti (gemeinsamer heiliger Boden, gemeinsame Abstammung und Kultur) – auf die sich alle Hindus berufen können und die die Grundlage einer gemeinsamen Nation bilden sollen.
Ziel der Hindutva-Bewegung ist die (Wieder-)Erschaffung einer einzigen Hindu-Nation. Savarkar bediente sich dabei des Rückgriffs auf eine „konstruierte“ und idealisierte gemeinsame Vergangenheit aller Hindus, wobei es ahistorisch ist anzunehmen, dass eine solche in dieser Form jemals existierte. Zugleich regte Savarkar die Abkehr von als Fehlentwicklungen bewerteten Elementen des althergebrachten Hinduismus an, insbesondere vom Kastensystem, das er für die politische Schwäche und Zersplitterung des Hinduismus verantwortlich machte. Dementsprechend positionierte er sich gegen die Hindu-Orthodoxie und die Sonderstellung der Brahmanen, die er für das Kastensystem und seine Ausgrenzungsmechanismen verantwortlich machte. Wenig erfolgreich – selbst in den sich auf ihn berufenden Organisationen – war jedoch seine Vorstellung, das Kastensystem durch Eheschließungen zwischen Angehörigen verschiedener Kasten zu überwinden. Anfangs noch ein Befürworter hinduistisch-islamischer Zusammenarbeit bewegten ihn Erfahrungen mit der Khilafatsbewegung [in der sich ein panislamischer Nationalismus zu formulieren begann, der indirekt später zur Formulierung der Zwei-Nationen-Theorie führte] diese Position zu verwerfen. Sein Bild des Islam korrespondierte mit der Eigenbewertung von Islamisten, die Synkretismus, also eine Verbindung islamischer mit anderen religiösen Vorstellungen, strikt ablehnten und islamische Werte als vollkommen unvereinbar mit hinduistischen sahen. Savarkar zufolge hätten sich die islamischen Eroberer – anders als andere vor ihnen – nie in die polytheistisch-tolerante hinduistische Kultur Indiens integriert, sondern einen militanten und mitleidlosen Monotheismus vertreten. Er träumte darum von einer wenig realistischen Re-Konversion indischer Moslems zum Hinduismus. Ihm missfielen jedoch die verbreiteten Praktiken bhaktistischer Volksfrömmigkeit, auch die Verehrung der Herkunft nach ursprünglich muslimischer, aber synkretistischer Heiliger wie Kabir dem Weber in den Hinduismus zu integrieren, zumal diese Verehrung Hindus und Moslems in gemeinsamer Religiosität verband.
Stattdessen griff die Erneuerungsbewegung psychologisch auf ein sehr altes Muster zurück: „Hindutva entspricht auf politischer Ebene einer uralten gesellschaftsbildenden Grundstimmung des Hinduismus: der Angst vor der Verunreinigung durch den Fremden.“
Während in Indien entstandene Religionen wie Buddhismus, Jainismus und Sikhismus anerkannt und kulturell dem Hinduismus zugeordnet werden, gilt dies für im Ausland entstandene Minderheitsreligionen wie Christentum und Islam explizit nicht, da deren kulturelle Referenzrahmen außerhalb Indiens in Betlehem und Mekka lägen und sie Indien insofern – selbst wenn sie loyale Bürger wären – allenfalls als Vaterland, nicht aber als ihr Heiliges Land anerkennen würden, was der – selber agnostische – Savarkar aus politischen Gründen für wichtig hielt. Hinduismus war für ihn weniger persönliche religiöse Überzeugung als Möglichkeit einer politischen Weltsicht und Strategie, eine kollektive Identität zu schaffen. Diese sollte kämpferisch und männlich sein, denn erst pazifistische Grundströmungen des alten Indiens – insbesondere der Buddhismus – hätten die islamischen Eroberungen überhaupt möglich gemacht.

#### Madhavrao Sadashivrao Golwalkar
Auch M.S. Golwalkar machte als interne Gegner die Moslems aus, die einen Fremdkörper in Indien darstellen würden. Indien kämpfe einerseits gegen die britischen Kolonialherren, andererseits gegen die Moslems, denen er vorwarf sich als islamische Eroberer zu sehen. Er orientierte sich 1939 in seiner Schrift We, or our Nationhood defined stark an Johann Caspar Bluntschli und dessen Ablehnung englischer und französischer Konzeptionen der Nation als eines contrat social zugunsten der eher deutschen Vorstellung von der Nation als einer organischen und mit einheitlichem Geist und politischem Willen versehene Kultur. Religion sah Golwalkar als das Mittel diese Einheit zu formulieren, verbunden mit gemeinsamer und geteilter ethnischer Herkunft. Er äußerte sich lobend über Hitlers Bestreben Juden aus der deutschen Nation auszusondern und hielt fest, dass Rassen und Kulturen, bei denen Differenzen bis in die Wurzeln auszumachen seien, nicht in eine gemeinsame Einheit assimiliert werden könnten und Indien von Deutschlands Beispiel lernen sollte. Die Vorstellungen Golwalkars, was eine Rasse ausmache waren unklar, das für ihn bestimmende Merkmal blieb – anders als bei Hitler – die Kultur. Golwalkar verlangte unbedingte und bejahende Assimilation in die hinduistische Grundkultur, andernfalls dürften sich Angehörige von Minderheiten keine Bürgerrechte erhoffen und könnten allenfalls geduldet werden. Multikulturelle Vorstellungen lehnte er vollständig ab. Ähnlich den deutschen Nationalsozialisten und unähnlich den italienischen Faschisten stand für Golwalkar nicht der Staat im Fokus seines primären Interesses, sondern das Volk, anders als die Nationalsozialisten zielte er aber nicht auf die Rasse ab, sondern auf die Kultur der Gesamtgesellschaft. Nicht die Eroberung des Staates war das erste Ziel, sondern die jahrzehntelange und geduldige Beeinflussung der Gesellschaft durch politische und kulturelle Missionare der Hindutva-Bewegung. Erst nach Schaffung eines neuen Bewusstseins könne politische Macht übernommen werden. Die solcherart geformte Nation würde andere Identitäten wie die Zugehörigkeit zu Kasten überwinden, zwischen Nation und Individuum stehende Strukturen sollten insgesamt aufgehoben werden. Dieser weitgehende Anspruch gegenüber dem Einzelnen kann als totalitär gewertet werden und es besteht eine Nähe zu den ähnlichen Ansprüchen faschistischer Bewegungen an den Einzelnen. Golwalkar kritisierte jedoch Hitlers Fixierung auf politische Ziele, da bei politischem Scheitern die erreichte Einheit verloren würde, das Ziel sei die Einheit selbst, nicht die Politik.
In der Frage, ob die Hindu-Nationalisten sich parteipolitisch engagieren sollten, hatten Savarkar und Golwalkar einen strategischen Dissens: Während Savarkar Präsident der Hindu Mahasabha wurde und seine Hoffnungen mit dieser Partei verband, übernahm Golwalkar die Leitung des Rashtriya Swayamsevak Sangh und setzte darauf diesen von Parteipolitik fernzuhalten und sich auf die Beeinflussung der Kultur zu konzentrieren, was zu Spannungen zwischen beiden führte.

### Hindu-Suprematie und Merkmale einer Modernisierungsideologie
Insgesamt zielt die Hindutva-Bewegung darauf ab, „die Einheit und Größe Indiens als Nation der Hindus wiederherzustellen. Damit einher geht die Vorstellung einer Vorherrschaft der Hindu-Mehrheit und eines Abbaus der Privilegien für Minderheiten. Hindutva ist somit weniger ein religiöses Projekt als vielmehr eine Spielart eines völkischen Nationalismus.“
Denn an die Stelle des „säkular-pluralistischen Staatswesens soll ein Hindu-Suprematismus mit korporatistischen Elementen treten. Die föderale Struktur Indiens soll einem starken, homogenen Zentralstaat weichen. Der Universalismus demokratischer Teilhabe soll langfristig durch den Hegemonialismus einer «Hindu-Demokratie», in der nur vollwertige Hindus zugelassen sind, ersetzt werden.“
Insofern steht sie für eine Gegenbewegung zum säkularen Staatsmodell, das von Mahatma Gandhi als Lösung für die religiösen Konflikte, hauptsächlich zwischen Muslimen und Hindus, gesehen wurde und vor dem Hintergrund des Ideals des gleichberechtigten Staatsbürgers einen Ausgleich zwischen den religiösen Gruppen des Landes in der Verfassung verankert hat. Gandhis Pazifismus wird von Hindutva-Vertretern verabscheut, die betonen, dass – anders als Gandhi es vertrat – der Hinduismus keinesfalls genuin pazifistisch sei, wie historische Beispiele fortgesetzten hinduistischen Fürstenwiderstandes gegenüber muslimischen Herrschern verdeutlicht hätten. Notwendig sei eine Rückkehr zu einem auf einer „vedisch-brahmanischen Tradition“ beruhenden Hinduismus.
Die Teilung Indiens und die Entstehung des moslemischen Pakistans wird von Hindutva-Vertretern als Demütigung erfahren, die Hindutva-Ideologie versteht unter Indien ein ungeteiltes Land unter Einschluss Bangladeschs, Kaschmirs, Pakistan und der an China verlorenen Grenzregionen.
Dabei ist die Hindutva-Bewegung nicht etwa eine rückwärtsgewandt-religiöse Bewegung des orthodoxen Hinduismus, sondern selbst Teil und Motor einer gesellschaftlichen und wirtschaftlichen Modernisierung. Die Regierungen der Hindutva-Partei BJP haben stark auf wirtschaftliche Liberalisierung und Entwicklung des Landes gesetzt und tun das weiterhin. Der Hindu-Nationalismus ist vielmehr Ergebnis des Kolonialismus und der von ihm angestoßenen Prozesse sowie bewusste Reaktion auf ihn. Weit mehr als Religiosität steht die politische Instrumentalisierung der Religion im Vordergrund, um eine nochmalige politische Uneinigkeit und „Schwäche“ der Hindus gegenüber Kolonialismus und dem Islam zu verhindern. Es geht also um die Nutzung der Religion zur Erzeugung einer ethno-nationalistischen Identität. Inhaltlich ist der religiöse Gehalt der Hindutva-Ideologie erstaunlich dünn. Da der Hinduismus – anders als Islam und Christentum – keine verbindlich festgelegten Glaubensüberzeugungen hat, sondern außerordentlich pluralistisch ist, ist sein Fundamentalismus deutlich schwerer zu begründen.
Trotz der Betonung der Abstammungsgemeinschaft leitet die Hindutva-Bewegung kein biologischer Rassismus, sondern der Wille zur sozialen Unterwerfung und erzwungenen Assimilation, wie er nach Angelika Malinar bereits historisch im hergebrachten Kastensystem zum Ausdruck gekommen sei, das Integration auf seinen unteren Stufen zugelassen und mit der kulturellen Hinwendung zum klassischen Hinduismus mit seinen Texten, Riten und Überzeugungen (Sanskritisierung) auch den langsamen Aufstieg als Gruppe in gewisser Weise stets ermöglicht habe. Gegen die islamische Bevölkerung Indiens und ihren Anteil an indischer Geschichte und Kultur wird mit starker Feindseligkeit Stellung bezogen. Gezeichnet wird das stark idealisierte Bild einer goldenen Vergangenheit vor der Herrschaft des islamischen Reichs der Moguln und dem der Briten. Islamische Herrscher hätten nichts als Unterdrückung und Versklavung der Hindus gebracht, hindunationalistische Webseiten schwadronieren sogar von einem „Hindu-Holocaust“, der stattgefunden habe. Der eigentliche Kampf in Indien sei der zwischen Moslems und Hindus, der durch die Herrschaft der Briten lediglich unterbrochen worden sei. In der Konstruktion eines Feindbildes wird diese Wertung gegenüber den Eroberern von einst auf die heutige moslemische Bevölkerung Indiens übertragen. Indische Moslems erfüllen insofern für die Ideologie der Hindu-Nationalisten als Feinde eine ähnliche Funktion wie Schwarze für den weißen Rassismus oder Juden im Nationalsozialismus.
Die Hindutva-Ideologie versteht den Hinduismus als „säkulare Religion“, die die verbindliche Basis für alle Gruppen Indiens stellen müsse und fordert mit Berufung auf diesen umdefinierten Säkularismus den Abbau von Sonderrechten religiöser Minderheiten wie etwa die Abschaffung des islamischen Privat- und Familienrechtes der Scharia, das bislang von indischen Gerichten anerkannt wird, zugunsten der Rechtsgleichheit aller Inder. Darin liegt ein großes Mobilisierungspotential, denn die Hindu-Nationalisten können so eine Benachteiligung der Hindus behaupten, für die allein die säkularen Gesetze gelten würden, obgleich sie mit orthodox-hinduistischen Positionen auch nicht vereinbar wären. Laut Hindutva-Vertretern ist der indische Staat nämlich bislang nur Hindus gegenüber säkular, nicht aber gegenüber bestimmten Minderheiten. Jenseits einiger – durchaus problematischer und umstrittener – rechtlicher Sonderregelungen (→Fall Shah Bano) ist die propagierte Vorstellung von generell und zu Lasten der Hindus privilegierten Minderheiten, und insbesondere die privilegierter Moslems, substanzlos.
Konversionen zum Islam, Christentum und Buddhismus (vor allem von Dalits) werden nicht als Ausübung eines persönlichen Rechtes verstanden, sondern als planvolle und materiell motivierte Versuche gesehen dem Hinduismus bewusst zu schaden. Von Hindu-Nationalisten regierte Bundesstaaten haben entsprechend Gesetze gegen sogenannte unlautere Konversionen erlassen. Charakteristischerweise bleibt das Recht einer Rückkehrkonversion in den Hinduismus vollkommen unangetastet.
Die Hindutva-Bewegung nimmt sich insofern das Recht, den Hinduismus als reformierte Nationalreligion von oben nach unten zu vereinheitlichen und als „Kulturnationalismus“ mit säkularen Elementen für alle verbindlich zu machen. Ihre Vertreter bezeichnen das als demokratisch, weil Demokratie eben die unbeschränkte Herrschaft der Mehrheit bedeute.

### Die Hindutva-Bewegung, ein Hindu-Faschismus?
Während verschiedene Autoren die Hindutva-Bewegung durchaus als faschistisch einordnen oder zumindest starke Ähnlichkeiten zu historischen faschistischen Bewegungen sehen, merken andere an, dass diese Einordnung ohne ausreichende Reflexion geschieht und die bekannten Faschismustheorien sich auf den europäischen Faschismus beziehen, nicht auf politische Bewegungen jenseits des Westens. Die von südasiatischen Wissenschaftlern vorgenommene Kennzeichnung als faschistisch diene eher der Kritik, als dass sie in sozialwissenschaftlicher Weise ausreichend ausgearbeitet sei. Generell gebe es einen Mangel darin, im europäischen Kontext entstandene Faschismusdefinitionen an außereuropäische Gegebenheiten anzupassen. Andererseits seien mindestens Elemente des breiteren Faschismus-Modells nach Robert Paxton erfüllt, insbesondere die Selbstkonstruktion und Mobilisierung einer eigenen Gruppe als angegriffenes Opfer mittels und zwecks Rechtfertigung von Gewalt.
Unbestritten ist, dass die Hindutva-Bewegung sowohl vom italienischen Faschismus als auch vom deutschen Nationalsozialismus beeinflusst wurde, ihre Vordenker Savarkar und Golwalkar und die gesamte Bewegung waren von diesen europäischen Beispielen fasziniert. Analog zu diesen Bewegungen arbeitet die Hindutva-Ideologie mit aussondernden und dämonisierenden Feindbildern gegenüber Minderheiten. Dennoch gebe es auch bedeutsame Unterschiede, so merkte Christophe Jaffrelot an, dass das für den europäischen Faschismus so charakteristische Führerprinzip fehle, der Erringung staatlicher Macht gegenüber kultureller Durchdringung eine geringere Bedeutung zugewiesen wird und generell die Gesellschaft, nicht aber biologistisches Rassedenken die entscheidende Rolle spiele. Unklar ist, ob die Hindutva-Ideologie in den 1930er Jahren direkt faschistische Vorbilder aufgriff, oder ob es sich in gewisser Weise um eine konvergente, aber insgesamt eigenständige Entwicklung handelte, in der Ähnlichkeiten zum europäischen Faschismus den hinduistischen Nationalisten lediglich auffielen und sie den Eindruck einer entsprechenden Nähe gewannen. Befürchtet wird, dass ein indischer „Saffron-Faschismus“ aufgrund seiner langen Aufbauphase und seiner kulturellen Tiefenbindungen sogar stärkere gesellschaftliche Wurzeln schlagen könnte als der kurzlebige klassische Faschismus in Europa es vermochte und länger dauern könnte.
Jaffrelot schlägt den Begriff Nationalpopulismus vor, er sieht Indien unter der hindunationalistischen Regierung Narendra Modis faktisch im Übergang zu oder bereits als Beispiel einer Minderheiten unterdrückenden ethnischen Demokratie.
Eine Diskussion und Abstimmung zwischen Extremismus-Forschung und Südasienstudien findet bislang nicht statt, Eviane Leidig schlägt vor, den Hindutva-Nationalismus bei Akzeptanz des noch ausstehenden Forschungsbedarfs als Beispiel einer rechtsextremen Bewegung zu sehen, der es gelungen sei, unter dem Radar politikwissenschaftlicher Einordnung die größte Demokratie der Erde zu regieren.

## Organisationen
Auf diesen ideologischen Grundlagen entstanden zahlreiche verschiedene Organisationen und Unter- oder Nebenorganisationen, die die Hindutva-Vorstellungen auf verschiedenen Ebenen und mit unterschiedlichen Mitteln propagieren und durchzusetzen versuchen. Sie bilden ein miteinander eng kooperierendes Netzwerk, das als Sangh Parivar (Familie der Organisationen) bezeichnet wird und stark zum politischen Erfolg der Ideologie beiträgt. Doppel- oder Mehrfachmitgliedschaften sind möglich und verbreitet.

### Rashtriya Swayamsevak Sangh (RSS)
Die oder der im Jahr 1925 gegründete Rashtriya Swayamsevak Sangh (RSS) verstand sich zunächst als kulturelle Organisation, erfüllt aber heute als „Kaderschmiede“ die Funktion der Ausbildung von Führungskräften, die in den übrigen Zweigen der Hindutva-Bewegung ihre Arbeit tun. Nachdem die RSS anfänglich ein parteipolitisches Engagement in der Demokratie ablehnte, gehört die Schulung von Kadern und Politikern inzwischen zu ihren Hauptaufgaben. Ihr Vordenker M.S. Golwalkar äußerte in den 1930er Jahren Sympathien für faschistische Bewegungen in Europa, wobei er die Ausgrenzung der Juden im Deutschland Hitlers als für Indien wichtige Lektion lobte, da seiner Auffassung nach es unmöglich sei, Gruppen, mit denen fundamentale Differenzen bestünden, in eine Gesamtheit zu integrieren. 1931 reiste der RSS-Funktionär B. S. Moonje ins faschistische Italien, traf dort Mussolini und wurde Zeuge wie die italienischen Faschisten Jugendliche in Gruppen sportlich, ideologisch und vormilitärisch schulten. Diese Idee übernahm der RSS und führte das System der Jugendbetreuung in Zellen (sog. shakhas) ein, bis heute werden – uniformierte – Jugendliche in diesen Zellen an die Inhalte der Hindutva-Ideologie herangeführt und körperlich gedrillt. Die solcherart geformte Nation soll andere Identitäten wie die Zugehörigkeit zu Kasten überwinden, in den Shakhas sollen Individuen erst von ihren partikularen Gruppenzugehörigkeiten emanzipiert und dann in den Organismus der Nation überführt werden. Weiterhin bestanden Beziehungen zu den Nationalsozialisten in Deutschland. Nach der Ermordung Mahatma Gandhis durch das nach eigenen Angaben zum Zeitpunkt des Mordes ehemalige RSS-Mitglied Nathuram Godse – in jüngeren Recherchen wird bezweifelt, dass Godse tatsächlich ausgetreten war – wurde der RSS zeitweilig in die Illegalität abgedrängt.
Seit den 1960er Jahren jedoch konnte der RSS zahlreiche Organisationen ausgründen und fördern, er sitzt heute im Zentrum eines weiten Netzwerks mit der Hindutva-Ideologie verbundener Organisationen wie etwa Vereinen, NGOs und Wohltätigkeitsorganisationen und stellt den ideologischen Kern der Hindutva-Bewegung dar. Unter den entsprechenden Organisationen sind militante Jugendorganisationen ebenso wie kulturell oder religiös orientierte Zusammenschlüsse. Dabei sind die Verbindungen zum Hindutva-Denken nicht immer deutlich, die Ideologie wird im Hintergrund verbreitet. Mit dem Vidhya Bharati verfügt der RSS über einen eigenen Anbieter von Schulen der Primärbildung, 2006 arbeiteten 73.000 Lehrer in etwa 14.000 Schulen und unterrichteten bundesweit 1,7 Millionen Schüler. Der Vijnana Bharati (VIBHA) ist die Wissenschaftsorganisation des RSS, er versucht die wissenschaftliche Entwicklung Indiens einerseits zu fördern, andererseits mit der Idee zu verbinden einheimische (swadeshi) und traditionell-spirituelle (Hindu Science) Wissenschaftsvorstellungen seien der westlichen gleichwertig. Er bekommt umfangreiche Förderungen von der Regierung Narendra Modis, ist in den meisten indischen Staaten aktiv, veranstaltet dort Wissenschaftsmessen und verfügt über 20.000 Mitglieder und 100.000 Freiwillige, darunter zahlreiche prominente Wissenschaftler. Mit dem Akhil Bharatiya Vidyarthi Parishad verfügt der RSS über eine zahlenmäßig starke und gewaltbereite Studentenorganisation, die in politischen Auseinandersetzungen und seit der BJP-Regierung unter dem Schutz der Polizei nach Dominanz an den Universitäten strebt.
Eine wichtige Rolle spielen die 7.000 hauptberuflichen Funktionäre des RSS, die in mehreren Schritten über mehrwöchige Kurse in Ausbildungslagern, gefolgt von Tätigkeiten für den RSS, aus den Reihen der ehrenamtlichen Funktionäre ausgewählt werden. Lediglich 5 % der Funktionäre sind solche sogenannten Pracharaks. Sie bilden ein Netzwerk, das in offiziellen und informellen Kommunikationskanälen nicht allein die Politik des RSS abstimmt, sondern auch direkten Einfluss auf die anderen Organisationen des Sangh Parivar nimmt. Dies geschieht dadurch, dass Funktionäre des RSS häufig zu diesen anderen Organisationen abgeordnet werden und dort über einen längeren Zeitraum Dienst tun. So beruht die Verwaltung und Führung der Partei BJP in den überörtlichen Sekretariaten und denen auf nationaler Ebene stark auf vom RSS entsandten Pracharaks. Die höchste Führungsebene von RSS und BJP kommuniziert und entscheidet in informeller Abstimmung. Diese internen Netzwerke zwischen RSS und BJP spielen eine weit größere Rolle als offizielle Konferenzen und Jahrestreffen es tun.
Der RSS setzt im Gefolge M.S. Golwalkars – der den RSS Jahrzehnte selbst leitete – auf sehr langfristige Strategien zur Durchdringung der Gesellschaft, nicht auf ein kurzfristiges Erobern des Staates. Diese Strategie erschwerte dem indischen Staat eine Bekämpfung. Anders als bei den faschistischen Bewegungen Europas kommt der RSS ohne einen konstituierenden politischen Führerkult aus, darin – so die Bewertung von Christophe Jaffrelot – unterscheidet er sich gravierend von diesen. Der RSS bzw. seine oberste Leitung selbst sind der Identifikationsrahmen. Heute ist der RSS eine regierungsnahe Organisation, sein Mitglied und langjähriger Funktionär Narendra Modi Premierminister Indiens.

### Weltrat der Hindus - Vishva Hindu Parishad (VHP)
Im Jahr 1964 gab die RSS den Anstoß zur Gründung des Vishva Hindu Parishad (VHP, „Weltrat der Hindus“). Dabei handelt es sich um eine kultur- und religionspolitische Organisation mit eigener Miliz, die als gemeinsame Plattform für religiöse Vertreter verschiedener hinduistischer Strömungen dient. Sie soll den Mangel einer in sich geschlossenen „Kirche“ oder vergleichbaren Organisation im Hinduismus durch Aufbau entsprechender „kirchenähnlicher“ Strukturen kompensieren und so die Interessenvertretung gegenüber dem Staat oder anderen Religionsgemeinschaften erleichtern, sowie die Hindu-Diaspora im Ausland betreuen. (Die Betreuung der Diaspora der hinduistischen Auslandsinder ist nicht unwichtig, weil diese den Hindutva-Organisationen umfangreich spenden). Der VHP versucht auch den Hinduismus inhaltlich dadurch zu vereinheitlichen, dass er wiederholt einen „Katalog von Texten, Lehren und Praktiken“ in den Raum stellt, der für alle Hindus verbindlich sein soll. Er spielt eine wichtige Rolle bei fortlaufenden Kampagnen zur Rückübertragung von heiligen Stätten der Hindus, die im Verlauf der Geschichte unter muslimischer Herrschaft den Hindus weggenommen worden seien.
Bekanntestes Beispiel einer solchen – im Sinne des VHP erfolgreich verlaufenden – Kampagne ist die Tempel-Moschee-Kontroverse von Ayodhya, die im Jahr 1992 in der Zerstörung der 1528 erbauten Babri-Moschee gipfelte.
Der VHP intensiviert seit Modis Regierungsantritt auch seine Bemühungen, das Schlachten von Kühen durch Moslems gewalttätig durch Schlägerbanden und selbsternannte Patrouillen von Vigilanten zu unterbinden. und rechtfertigt explizit die Lynchmorde, die in diesem Zusammenhang vorkommen. Dabei spielen auch die in Indien unterschiedlichen Schlachtgesetze eine Rolle. Das Tabu, Rinder zu töten entstammt möglicherweise gar nicht den vedischen und kanonischen Urzeiten des Hinduismus, sondern ist erst relativ spät entstanden. Die VHP-Miliz Bajrang Dal gilt als besonders militant und gewalttätig, Mitglieder operieren – und das ist ein neues Phänomen – im Rahmen der Kuhschutzpolitik in weiten Teilen Indiens mittlerweile als eine nicht bloß geduldete, sondern von BJP-Politikern und BJP-Beamten verdeckt geförderte Ersatzpolizei, die Teil einer neben dem Staat errichteten parallelen Machtstruktur ist.

### Politische Parteien - Bharatiya Janata Party (BJP)
Obgleich mit der 1915 gegründeten Hindu Mahasabha, die zeitweise von Savarkar selbst geführt wurde, sehr früh eine politische Partei des Hindu-Nationalismus entstand, blieb dieser noch der Erfolg versagt.
Die heutigen sogenannten Hindutva-Parteien, die im Jahr 1980 gegründete Bharatiya Janata Party (BJP, früher Bharatiya Jana Sangh) und Shiv Sena, spielten bis Ende der 1980er Jahre bestenfalls eine Randrolle in der indischen Politik. Von 1998 bis 2004 stellte die BJP jedoch die Regierung mit dem Premierminister Atal Behari Vajpayee. Während dieser Zeit kam es zu Auseinandersetzungen innerhalb der Bewegung, wobei die VHP radikal hindu-nationalistische Forderungen durchzusetzen versuchte, während die in Regierungsverantwortung befindliche BJP eher gemäßigte Positionen einnahm und die säkularen Grundlagen des Landes nicht antastete.
Seit 2014 regiert die BJP unter Narendra Modi jedoch erneut und verfolgt einen radikaleren Kurs: Einerseits hat Modi sowohl stärkere parlamentarische Mehrheiten und eine größere Kontrolle über die Partei, deren politische Aktionen er auf allen Ebenen, vom Bundesparlament über Landesparlamente, Exekutiven und die Straße koordinieren kann, andererseits nutzt er auch die Aktivisten jenseits der eigentlichen Parteistrukturen um durch Gewalt und Einschüchterung gegen Gegner und Minderheiten vorzugehen. Nach ihrem deutlichen Wahlsieg 2019 kann sie weitgehend unangefochten auf Bundesebene regieren und ist endgültig die dominierende Kraft Indiens geworden, eine ihr gewachsene Oppositionspartei ist mit dem Niedergang der Kongresspartei nicht in Sicht. 
Mit der Einführung eines indienweiten und restriktiv gehandhabten Bürgerregisters – viele Inder können ihre Staatsbürgerschaft mangels eines funktionierenden Meldewesens bislang nicht nachweisen – versucht die Regierung Modi nach Ansicht von Kritikern, den Vorrang der Hindus durchzusetzen und Angehörigen von Minderheiten – insbesondere Moslems – ihre Bürgerrechte zu nehmen.
Unter der Regierung Modi weist Indien zunehmend illiberale und autoritäre Tendenzen auf, die die indische Demokratie stark gefährden. Freedom House und das schwedische V-Dem Institute, welche beide den Freiheitsgrad von Staaten und Demokratien messen, stuften die indische Demokratie herab, Freedom House bewertet Indien nur noch als „teilweise frei“.

## Hindutva und Kasten
Die Führungspersönlichkeiten verschiedener Organisationen und Parteien aus dem Umfeld der Hindutva-Bewegung entstammen weit überproportional den höheren Kasten, vorzugsweise wiederum den Brahmanen. Dies gilt insbesondere für den RSS, dessen Gründer sämtlich Brahmanen waren und mit einer Ausnahme (charakteristischerweise ein Rajput) auch all seine Vorsitzenden. Die Basis des RSS findet sich bis heute primär unter den Angehörigen der höheren Kasten, das Kastensystem als Ordnungsfaktor und Grundlage einer harmonischen Ordnung wird verteidigt bzw. stillschweigend vorausgesetzt, auch wenn die strikte Diskriminierung der Kastenlosen abgelehnt wird. Ebenso bzw. sogar stärker abgelehnt wird allerdings das Einfordern von Rechten und Quoten und Abbau von Diskriminierung durch die unteren Kasten, weil es die angestrebte Einheit der Hindu-Gesellschaft unterminiere. Jean Drèze sieht im politischen Erfolg der Hindutva-Bewegung eine Antwort der nach wie vor insgesamt privilegierten Kasten auf ökonomische, soziale und kulturelle Verschiebungen zu ihrem Nachteil, so hätten die Aufhebung von Vorrechten und die Expansion des Bildungssystems seit der Unabhängigkeit Konkurrenzdruck aufgebaut – etwa über die Zuteilung der Stellen im öffentlichen Dienst – und Statusverluste auch unter Angehörigen der höheren Kasten verursacht, die auf den drohenden Kontrollverlust reagierten und sich nun gegen Säkulare, soziale Interessengruppen bislang Benachteiligter und missliebige Minderheiten richteten. Dabei verstünden Hindutva-Vertreter aber durchaus auch niedrigere Kasten und Kastenlose anzusprechen, die sich als Teil einer Hindu-Gesellschaft relativen Aufstieg und einen relativen Abbau von Ausgrenzung versprächen.
Denn um eine starke politische Bewegung in Gegnerschaft zu den Moslems aufrechtzuerhalten, erscheint den Führern der Hindutva-Bewegung eine Integration der zahlreichen Kastenlosen (Dalits) – die bis zu 20 % der indischen Bevölkerung ausmachen und ein entsprechendes Wählerpotential darstellen – mindestens als Fußvolk notwendig, die Ungleichheiten der hinduistischen Gesellschaft – seit den 1990ern stiegen die Spannungen zwischen den Kasten, da umstrittene Ausgleichsquoten die Interessen der Angehörigen gehobener Kasten bedrohen – sollen ideologisch zugunsten einer militanten Hindutva-Ideologie übertönt werden. Entsprechend gibt es Versuche, auf die Dalits zuzugehen, um ihre politische Unterstützung zu gewinnen. Der historische und nach wie vor stark bewunderte Führer der Dalits Bhimrao Ramji Ambedkar wird in jüngerer Zeit beispielsweise auch aus den Reihen der Hindutva-Organisationen als Nationalheld verehrt, dass Ambedkar einst aus Protest gegen das hinduistische Kastensystem zum Buddhismus konvertierte, wird nicht als Ablehnung des Hinduismus akzeptiert mit der öffentlichen Begründung, Buddha selbst könne als Inkarnation des Gottes Wischnu gesehen werden. Ambedkar wird – unbeschadet seiner persönlichen Überzeugungen, vermutlich stand er dem damals noch unbedeutenden RSS skeptisch bis ablehnend gegenüber – für den Hindu-Nationalismus strategisch umgedeutet.
Die Versuche, untere Kasten zu mobilisieren, werden unter Narendra Modi erfolgreicher. Dessen „Nationalpopulismus“ spricht untere Schichten und Kasten an und Modi selbst – außergewöhnlich für sein politisches Lager – entstammt anders als andere Führer der Hindutva-Organisationen keiner gehobenen Kaste, sondern einer sog. OBC-Kaste, deren weitverbreitete Ressentiments gegen die etablierten Eliten Delhis er teilt und glaubwürdig formulieren kann, so dass es ihm gelingt, vorher unerreichbare Wählerschichten zu erschließen. Der kulturelle Dominanzanspruch höherer Kasten in der BJP bleibt davon allerdings unberührt, unter Modi werden Förderungsquoten abgebaut und Versuche von Hindutva-Aktivisten gefördert, die religiöse Bindung von Dalits zu bestimmen und in Richtung der Akzeptanz des hierarchischen Kastensystems zu drängen, für Re-Konvertiten in den Hinduismus sollen nach Auffassung von der BJP nahestehenden Brahmanen neue Kasten geschaffen werden, was das Kastensystem eher bestätigen als aufheben würde. Insofern erscheint das Verhältnis der Hindutva-Weltanschauung zum Kastensystem ambivalent. Da Dalits – wie auch Moslems, die gleichfalls auch Dalits sein können – traditionell eine Rolle in der Lederindustrie haben, dafür Kühe entweder schlachten oder verendete Rinder verwerten und auch Rindfleisch essen, werden sie zum Ziel von Gewalttaten höherkastriger Hindus, die die militanten Kampagnen zum Schutz der Kühe unterstützen. Weil Dalits als Kastenlose außerhalb des Varna-Systems und seiner Regeln und Gewohnheiten stehen, während das Tabu, Rindfleisch zu verzehren, eng mit den Werten und Reinheitsvorstellungen der Kasten, insbesondere denen der Brahmanen, verbunden ist, wird aus den Reihen der Hindutva-Bewegung befürchtet, dass Dalits zu anderen Religionen wechseln könnten, womit sie die Nation der Hindus schwächen und deren Einheit gefährden würden. Auf entsprechende Versuche, sich dem Druck oberer Kasten durch Konversion zu entziehen, reagieren Hindutva-Aktivisten entsprechend allergisch.
Dass es seit langer Zeit bereits Konversionen von Dalits zu Islam und/oder Buddhismus aus Protest gegen das Kastensystem gegeben hat, stärkt die tiefsitzende Angst der höheren Kasten vor den Kastenlosen und vor einem entsprechenden Machtverlust. Dass die Hindutva-Ideologie sich gegen die Moslems als primäres Feindbild richtet und diese, nicht mehr die Dalits, als die Anderen aussondert, gibt den Dalits hingegen eine Möglichkeit, die bislang verweigerte und vermisste Anerkennung bei höheren Kasten zu finden und sich diesen kulturell (Sanskritisierung) anzugleichen.

## Hindutva und die Wissenschaften
Aus den Reihen der Hindutva-Bewegung und der BJP-Regierung gibt es starke Bestrebungen, das klassische westliche Wissenschaftsverständnis und etablierte Annahmen zugunsten einer sogenannten vedischen (Ur-)Wissenschaft (vedic science) zu hinterfragen und zu delegitimieren. Ausgangspunkt ist die Annahme, dass die alten Inder vor den Invasionen der Moslems über umfangreiche wissenschaftliche Erkenntnisse verfügt hätten, die lediglich vergessen worden seien und westlichen Erkenntnissen vorgegriffen hätten. Dies ergebe sich aus einem genauen Studium alter Texte wie etwa den Veden oder dem Mahabharata.
In diesem Kontext sei auch die Gründung des Ayush-Ministeriums (2014) zu sehen, das Traditionen wie Ayurveda, Yoga und Naturheilkunde fördere und als Urformen von Wissenschaft betrachte.
Politiker der BJP und der Hindutva-Bewegung zugehörige Wissenschaftler sind mit erstaunlichen Aussagen aufgefallen. So behauptete Premierminister Narendra Modi mit Verweis auf den Gott Ganesha, der mit einem Elefantenkopf auf einem menschlichen Körper dargestellt wird, dies sei Beleg dafür, dass antike Hindus komplexe und seither unerreichte Operationstechniken und gentechnische Verfahren beherrscht hätten, die das Annähen eines Elefantenkopfes auf den menschlichen Körper erlaubt hätten. Andere behaupteten, Atomexplosionen, Flugzeuge und Stammzellforschung seien bereits im alten Indien bekannt gewesen, Kuhurin könne Krankheiten heilen und Kuhdung sei ein wirksamer Schutz gegen Radioaktivität. Das Ramayana beschreibe tatsächliche Ereignisse, die historische Existenz der in ihr beschriebenen Brücke zwischen Indien und Sri Lanka – und mit ihr implizit wohl der Mythos – sei erfreulicherweise bewiesen. Der indische Kulturminister Mahesh Sharma gab an, jene, die das Ramayana für Fiktion hielten, lägen vollkommen falsch; er glaube an dessen historische Faktizität. Natürlich treten weiterhin Widersprüche zwischen Texten und der Wirklichkeit auf, so entspringt der Fluss Ganges in alten Texten im heutigen Tibet am Berg Kailash, in Wirklichkeit aber im indischen Bundesstaat Uttarakhand. Die zuständige Bundesministerin für Wasserressourcen und Flüsse, Uma Bharti, wies das Nationale Institut für Hydrologie an zu untersuchen, ob der Ganges nicht doch dort entspringe, wo er das gemäß Mythos tun solle.
Die altehrwürdige Indian Science Congress Association wurde – zum Entsetzen von Fachwissenschaftlern – gezwungen, auf ihren Jahrestreffen pseudowissenschaftliche Hindutva-Vorstellungen ernsthaft zu diskutieren. Während naturwissenschaftliche Erkenntnisse jedoch weitgehend hingenommen werden und nur in alte Quellen hineingelesen werden, ist das eigentliche Ziel die Geschichtswissenschaft bzw. die Sozialwissenschaften insgesamt. Die fachlich vollkommen isolierte Out-of-India-Theorie (welche eine initiale Einwanderung durch Indoeuropäer ausschließt und stattdessen behauptet, die Harappa-Kultur sei mit der späteren vedischen Kultur identisch) wird hochgehalten und in die Lehrpläne geschrieben, da der Gedanke, die indische Kultur – unter Einschluss des Hinduismus – sei ein Ergebnis zahlreicher Migrationen, die ungute Implikation hätte, in den muslimischen Eroberungen nicht etwas vollkommen Ungeheuerliches und nie Dagewesenes sehen zu können, sondern Wiederholung eines älteren Musters, was das gedankliche Aussondern und vollständige Delegitimieren des Islams und seiner Angehörigen in Indien erschweren würde. Da muslimische Herrscher nicht derart eindimensionale Feinde des Hinduismus waren wie von der Hindutva-Ideologie behauptet, sondern nach der Eroberung ähnlich regierten wie vorherige oder benachbarte hinduistische Könige, sind entsprechend Historiker das besondere Ziel der Regierung Modi. Der bekannten Historikerin Romila Thapar, die an einem differenzierten und mehrdeutigen Bild indischer Geschichte festhalten will, wird darum stellvertretend Geschichtsfälschung, Inkompetenz, Marxismus und Übernahme eines eurozentrischen Weltbildes vorgeworfen. Auf den einflussreichen Posten des Vorsitzenden des Indian Council of Historical Research wurde dementsprechend ein Anhänger der Vorstellung gesetzt, die antiken Texte seien wortwörtlich zu verstehen, es gäbe gar keinen Unterschied zwischen Mythologie und Geschichte und die in der Lehre verwendeten Geschichtsbücher seien entsprechend zu überarbeiten. Nach Shashi Tharoor geht es in der Kampagne gegen die indische Geschichtswissenschaft um nicht weniger als darum, die Idee dessen, was Indien sei, vollkommen umzuschreiben und den Pluralismus durch das Gefühl einer hinduistischen Überlegenheit zu ersetzen.
Erleichtert werden entsprechende Vorstellungen, die durch das Verlagshaus Voice of India seit Jahrzehnten verbreitet werden, durch Anlehnung von Hindutva-Intellektuellen an im Westen entstandene postkolonialistische Denkweisen, die in Anknüpfung an Edward Said und Michel Foucault das Eruieren nachprüfbarer Fakten als Übernahme eines ursprünglich westlichen und kolonialistischen Narrativs ansehen, von der grundsätzlichen Unerkennbarkeit der Wahrheit ausgehen und überhaupt nur noch an – weitgehend beliebige – Narrative glauben.
Diese Vorstellungen sind nicht allein private oder im Diskurs vorgetragene politische Überzeugungen, sondern werden Teil der Politik und des Wissenschaftsbetriebes. Die renommierte und als säkular geltende Jawaharlal Nehru Universität ist das besondere Ziel der BJP-Regierung unter Modi, die einen ihrer Gefolgsleute zum Kanzler der Universität machte und den dortigen Sozialwissenschaften auf allen Ebenen – Lehre, Bibliothek und Stipendien – Gelder kürzt. Militante Studenten schüchtern Kommilitonen und Wissenschaftler mit Gewalt ein. Generell wird eine Zunahme pseudowissenschaftlicher Vorstellungen unter der Regierung Modi befürchtet.
Im Zusammenhang mit der Zunahme hindunationalistischer Gewalt birgt Widerspruch oder Spott Gefahr. Vier Wissenschaftler, die sich gegen das Vordringen pseudowissenschaftlicher Vorstellungen öffentlich zur Wehr setzten, wurden ermordet, vermutlich von hindunationalistischen Vigilanten.

## Hindutva und die Gewalt
Spätestens seit der Teilung Indiens in ein moslemisches Pakistan und ein mehrheitlich hinduistisches Indien ging aus den Reihen der Hindutva-Bewegung politische Gewalt hervor. Diese richtet sich sowohl gegen einzelne Gegner wie gegen bestimmte Gruppen und Minderheiten. Mahatma Gandhi wurde von Nathuram Godse einem Mitglied der Hindu Mahasabha ermordet, dessen Förderer Savarkar wurde unter dem Verdacht einer Beteiligung an den Mordplanungen vor Gericht gestellt, allerdings freigesprochen. An den blutigen kommunalistischen Auseinandersetzungen zwischen Moslems und Hindus beteiligten sich die Hindu-Nationalisten, der damalige indische Innenminister Sardar Patel – der inzwischen von der Hindutva-Bewegung vereinnahmt und verehrt wird, etwa mit dem Bau der Statue der Einheit – verbot den RSS und warf Golwalkar, der dieses Verbot kritisierte, unumwunden vor, dass die Hindu-Nationalisten Gandhis Ermordung nicht allein öffentlich bejubelt, sondern im Verlauf der Teilung auch Gewalttaten gegen unschuldige Moslems initiiert und zahlreiche Morde begangen hätten.
Die Tempelkontroverse von Ayodhya gipfelte nicht allein in der Zerstörung der Babri-Moschee, sondern hatte zahlreiche Gewalttaten zur Folge, mittelbar starben etwa 2.000 Menschen. Im Jahre 2002 starben nach dem – weiterhin ungeklärten – Zugbrand von Godhra mehrere tausend Menschen, meist Moslems, in regelrechten Pogromen, die – entgegen der Auffassung von spontan erfolgter kommunalistischer Gewalt – ein hohes Maß an Planung aufwiesen. Beginnend mit einer Demonstration des VHP begannen Aktivisten – teilweise in Uniformteilen des RSS – mit Ausschreitungen und Verbrechen an moslemischer Wohnbevölkerung, Funktionäre von VHP und RSS wiesen ihre Gefolgsleute auf Ziele hin. Dabei hatten sie anscheinend auch Zugriff auf die Wählerregister des von Narendra Modi regierten Bundesstaates Gujarat. Politisch zahlte sich diese Gewalt aus, nach Ayodhya konnte die BJP ihre Position durch Stimmengewinne in den betroffenen Regionen stärken, nach den Pogromen in Gujarat wurde Narendra Modi in Wahlen bestätigt und sein Aufstieg zur entscheidenden Politikerpersönlichkeit Indiens begann. Denn die Gewalttaten führten vermehrt dazu, dass Bürger sich nach ihren Konfessionen einordneten und als Moslems und Hindus zu wählen begannen, – was insgesamt der BJP nützte.
Heute ist die regierende Hindutva-Bewegung eng mit vigilantistischer Gewalt verbunden, ihre Aktivisten setzen den Machtanspruch der Bewegung nun in der Gesellschaft mit Gewalt durch. Dies geschieht durchaus in einer Art Arbeitsteilung mit staatlichen Stellen, insbesondere in den von Hindu-Nationalisten regierten Staaten. In den letzten Jahren hat sich eine militante Kuhschutzbewegung herausgebildet, die das – Hindus gehobener Kasten und Jains betreffende – religiöse Tabu, Kühe zu schlachten und/oder Rindfleisch zu verzehren auf Moslems, Christen und Dalits ausdehnt. Auf der einen Seite wurden auf Initiative der Hindu-Nationalisten in den meisten Bundesstaaten Gesetze erlassen, die Schlachtungen erschweren oder gänzlich verbieten, auf der anderen wird dieses Verbot auch von Hindutva-Vigilanten durchgesetzt, die Kontrollpunkte einrichten und Patrouillen aussenden, zuweilen in Zusammenarbeit mit der Polizei, so wurden Kuh-Vigilanten informell von lokalen Polizeioffizieren geschult. Im von den Hindu-Nationalisten regierten Bundesstaat Haryana wurde ein Gesetz erlassen, das das Schlachten von Kühen verbietet, die Durchsetzung dieses Verbotes wurde aber explizit ehrenamtlichen Kräften übertragen, also letztlich den Vigilanten.
Dabei kommt es immer wieder zu Lynchmorden an Dalits oder Moslems, die im Verdacht stehen, Kühe geschlachtet oder auch nur Rindfleisch verzehrt zu haben, wobei bereits Gerüchte u. U. ausreichen, einen Lynchmord auszulösen. Die Vigilanten entstammen dabei bekannten Hindutva-Organisationen, wie etwa der VHP-Miliz Bajrang Dal, aber auch der Peripherie der Bewegung, wie schnell gegründeten Gruppen sogenannter Gau Rakshaks (Kuhschützer) oder der Gefolgschaft besonders radikaler Politiker wie Yogi Adityanath. Es bildet sich neben den staatlichen Stellen eine parallele Gewaltstruktur heraus, in der eine hindunationalistische Moralpolizei unter hetzerischer Zustimmung einer entsprechenden Öffentlichkeit des eigenen Lagers agieren kann.
Ende Juli 2023 kam es im Distrikt Nuh zu gewaltsamen Zusammenstößen mit vier Toten und mehr als zwei Dutzend Verletzten. „Die Gewalt, darunter Steinwürfe und in Brand gesetzte Fahrzeuge sowie Moscheen, habe drei Stunden gedauert und sich auch auf angrenzende Regionen am südlichen Rand der indischen Hauptstadt Delhi ausgedehnt.“
Es wird versucht, Konversionen zu Islam oder Christentum durch Ansprachen und Hausbesuche zu unterbinden. Die Möglichkeit der Gewalt steht dabei immer im Raum. Ähnlich verhält es sich bei der Behauptung, es finde ein sogenannter Love Jihad (also ein Liebesdschihad) gegen den Hinduismus statt. Kern dieser Verschwörungstheorie ist die Vorstellung, junge moslemische Männer würden ganz bewusst und um den Hinduismus zu schwächen, Mädchen anderer Religionen, insbesondere Hindu-Mädchen, verführen und zur Ehe und zum Religionswechsel bewegen. Auch hier kommt es zu Hausbesuchen durch Vigilanten und Angehörige der Hindutva-Organisationen, in denen die Frauen, aber vor allem die Familien, vor den „Gefahren“ solcher Verbindungen gewarnt werden und versucht wird, die Mädchen durch Aufklärung – oder gleich durch Drohungen – zu beeinflussen. Dabei geht es nicht darum, tatsächlich missbräuchliche Beziehungen zu verhindern. Zwar finden im benachbarten und kulturell ähnlichen Pakistan häufig Entführungen nicht-moslemischer Mädchen statt, die mit Zwangsverheiratung und Zwangsislamisierung enden, das Handeln der Vigilanten reicht aber weiter, als solche Fälle zu verhindern. Im Prinzip gilt ihnen jede Beziehung zwischen Moslems und Hindus, sei es eine Liebesbeziehung, sei sie freundschaftlich als nicht hinnehmbar und als gegen das eigene Lager gerichtet. Sobald die Vigilanten Kenntnis von einer interreligiösen Beziehung erlangen, fühlen sie sich berechtigt, einzugreifen und den Kontakt zu unterbinden. Bereits gemeinsame Busfahrten können Anlass zur Gewalt sein, einzelne und genau identifizierbare Schulmädchen werden über soziale Netzwerke vor privaten Kontakten mit Jungen anderer Religion gewarnt – und seien diese in ihrer Schulklasse. Wer mit Männern der falschen Konfession gesehen oder gar fotografiert wird, kann im Internet gemobbt und verleumdet werden oder gar Besuch von Hindutva-Aktivisten bekommen – Einschüchterungen und Schikanen, die auch zu Selbstmorden geführt haben. Milizen der Hindutva-Bewegung, wie der Bajrang Dal, drohen Hindu-Mädchen unverhohlen mit „ernsten Konsequenzen“, sollten diese es wagen, Kontakte – beliebige Freizeitkontakte – zu Moslems zu unterhalten. Das sind keine leeren Drohungen, der Bajrang Dal ist zu exzessiver Gewalt fähig: So verbrannten Mitglieder dieser Miliz ein Hindu-Mädchen, das in einer christlichen Einrichtung arbeitete und von ihnen versehentlich für eine Christin gehalten wurde, bei lebendigem Leibe, nachdem sie es zuvor vergewaltigt hatten.
An publizistischen Gegnern der Hindutva-Bewegung finden ebenfalls Morde statt, die teils unaufgeklärt bleiben; als Täter wurden Angehörige von hindu-nationalistischen Splittergruppen identifiziert. Gewalttaten der Vigilanten folgen oft der öffentlichen Diskussion: Wenn die BJP ihre Gegner kritisiert, fühlen die Vigilanten sich angehalten, der rhetorischen Kritik reale Gewalt folgen zu lassen. Auch an den Hochschulen des Landes setzen hindunationalistische Studenten der Studentenorganisation des RSS  ihre Dominanz mit Gewalt durch, unterstützt durch ein Nichteingreifen der Polizei.
Staatliche Stellen gehen gegen die aus den Reihen der Hindutva-Bewegung kommende Gewalt nur zögerlich vor. Zwar ermitteln die Behörden oft weiterhin – insbesondere in Staaten, wo die Hindu-Nationalisten nicht regieren – jedoch sind inzwischen viele ihrer Anhänger in der Beamtenschaft aufgestiegen bzw. unterstehen die Behörden oft BJP-geführten Ministerien. Stellenweise erfolgt nachgerade eine Verzahnung von staatlichen Polizeistrukturen mit Strukturen der Vigilanten. Verhaltenssteuerung durch gewalttätigen Vigilantismus hat für die BJP-Regierung den Vorteil, die Verantwortung für diese Gewalt nicht übernehmen zu müssen. Einer Umfrage aus dem Jahr 2019 zufolge hat etwa jeder dritte indische Polizeibeamte für die gewalttätigen hinduistischen Kuh-Vigilanten entweder viel oder ein gewisses Verständnis, mit charakteristischen und ausgeprägten regionalen Unterschieden. Während 66 % der Polizisten im Bundesstaat Jharkhand Verständnis für die Lynchjustiz äußerten, waren es im benachbarten Staat West-Bengalen - umkämpfte Hochburg des säkularen Indien - nur 3 %. Die überwiegende Mehrzahl (58 %) der Verbrechen fand in BJP-regierten Staaten statt. Die Anzahl hinduvigilantistischer Übergriffe stieg seit dem ersten gesamtindischen Wahlsieg Narendra Modis und seiner BJP 2014 steil an.
Das Oberste Gericht Indiens beschwerte sich öffentlich, dass bestimmte hindu-nationalistische Staaten seine – verbindliche – Aufforderung, Recht und Gesetz zu wahren und gegen hindunationalistische Vigilanten scharf vorzugehen, schlichtweg ignorierten. Während das Höchstgericht aber noch versucht, die säkularen Prinzipien des Landes zu bewahren, fallen Urteile unterer Instanzen zunehmend zugunsten von Hindu-Nationalisten aus. Das Phänomen des Hindu-Vigilantismus, das früher auf die BJP-regierten Staaten beschränkt war, wird von den Hindu-Nationalisten in andere Bundesstaaten hineingetragen, um auch dort Verhaltenssteuerung im Sinne der Hindutva-Ideologie zu erreichen. Setzen sie sich durch, erinnert der erreichte Zustand an die Apartheid: Auch wohlmeinende Hindus meiden ihre muslimischen Nachbarn und brechen Geschäftsbeziehungen ab, aus Angst selbst zum Ziel hindunationalistischer Gewalt zu werden.
Allerdings treten auch innerhalb der Hindutva-Bewegung – scheinbare oder echte – Differenzen in Bezug auf die Auswüchse der Gewalt auf, Narendra Modi verurteilte 2017 Lynchmorde durch Kuhvigilanten, 2021 verurteilte auch der Vorsitzende des RSS Mohan Bhagwat vigilantistische Gewalt und forderte die Strafverfolgungsbehörden auf tätig zu werden. Was insofern irritiert, als dass das BJP-geführte indische Innenministerium auch schon mal direkte Anweisungen erteilt, verhaftete Hindu-Vigilanten gegen den Willen der Strafverfolgungsbehörden auf freien Fuß zu setzen, oder ein leibhaftiger Bundesminister der BJP während eines weiterhin laufenden Verfahrens an der Trauerfeier eines mordverdächtigen, aber in Untersuchungshaft verstorbenen, Hindu-Vigilanten teilnimmt, um der Familie und der Öffentlichkeit seine Unterstützung zu zeigen. Die der Bundesregierung unter Narendra Modi direkt unterstellte Stadtpolizei von Delhi nahm 2020 an Ausschreitungen gegen moslemische Wohnbevölkerung selbst teil.
Dass die Gewalt von hindunationalistischen Gruppen ausgeht, erlaubt der Bundesregierung unter Narendra Modi, die eigenen Hände in Unschuld zu waschen und zu behaupten, es handele sich um spontan auftretende Auseinandersetzungen zwischen den Gruppen Indiens, mit denen die Regierung nichts zu tun hätte, die Gewalt tatsächlich aber politisch zu nutzen.
Drohungen mit Gewalt ausgehend von Hindutva-Anhängern sind inzwischen nicht mehr allein auf Indien beschränkt, auch im Ausland werden Akademiker, die sich kritisch mit dem gegenwärtigen Hindu-Nationalismus beschäftigen mit Drohungen unter Druck gesetzt. So versetzte eine Veranstaltung verschiedener renommierter amerikanischer Universitäten unter dem Namen Dismantling Global Hindutva in den USA lebende Anhänger der Hindutva-Ideale und ihre Organisationen derart in Aufregung, dass Unmengen von Protestmails eingingen, darunter zahlreiche Morddrohungen gegen die Teilnehmer und ihre Familien.
Nach Christophe Jaffrelot ist im Auftreten der hindu-vigilantistischen Gruppen und ihres Zusammenspiels mit staatlichen Behörden und der politischen Verzahnung beider mit dem Sangh Parivar hin zu einem Tiefen Staat bereits der kommende majoritäre Hindu-Staat erkennbar, das von den Nationalisten erstrebte Vaterland Hindu Rashtra.

### Autoren aus dem Umfeld der Hindutva-Bewegung
- Vinayak Damodar Savarkar: Hindutva; Who is a Hindu?. Indien: Veer Savarkar Prakashan, 1969.
- Madhav Sadashiv Golwalkar: We, Or, Our Nationhood Defined. Indien, Bharat Publications, 1939.
- Koenraad Elst: Who is a Hindu? New Delhi, 2002.
- Koenraad Elst: Decolonizing the Hindu Mind. Ideological Development of Hindu Revivalism. Rupa, Delhi 2001.
- Koenraad Elst: The Saffron Swastika. The Notion of „Hindu Fascism“. New Delhi: Voice of India, 2001, 2 Vols., ISBN 81-85990-69-7
- Sita Ram Goel: Perversion of India’s Political Parlance. Voice of India, Delhi 1984.
- Sita Ram Goel (Hrsg.): Time for Stock Taking. Whither Sangh Parivar? 1996.
- Arun Shourie: A Secular Agenda. HarperCollins, New Delhi 1998, ISBN 81-7223-258-6.

### Sekundärliteratur
- Tobias Delfs: Hindu-Nationalismus und europäischer Faschismus: Vergleich, Transfer- und Beziehungsgeschichte. EB, Hamburg-Schenefeld 2008, ISBN 978-3-936912-63-0 (= Bonner Asienstudien, Band 6).
- Christophe Jaffrelot: The Hindu Nationalist Movement in India, Columbia University Press 1998
- Antony Copley (Hrsg.): Hinduism in Public and Private. Oxford, New York, 2003.
- Ram Gopal: Islam, Hindutva and Congress Quest. New Delhi, 1998.
- Clemens Six: Hindu-Nationalismuns und Globalisierung. Wien, 2001.
- Clemens Six: Hindi-Hindu-Hindustan. Politik und Religion im modernen Indien. Wien, 2006.
- Milan Vaishnav (Hrsg.): The BJP in Power: Indian Democracy and Religious Nationalism, Carnegie Endowment for International Peace, Washington 2019
- Klaus Voll, Uwe Skoda (Hrsg.): Der Hindu-Nationalismus in Indien. Aufstieg – Konsolidierung – Niedergang? Weißensee 2005, ISBN 3-89998-067-0.
- Siegfried O. Wolf, René Schultens: Hindu-Nationalismus in Indien – (k)ein Ende in Sicht? In: Landeszentrale für politische Bildung Baden-Württemberg (Hrsg.): Der Bürger im Staat – Indien. Stuttgart, 3/4 2009 (online: PDF; 115 Seiten, 3,6 MB)
- Tobias Wolf: Extremismus im Namen der Religion. Wie der Hindu-Nationalismus die Demokratie in Indien gefährdet, Shaker, Aachen 2012, ISBN 978-3-8440-1397-9 (= Berichte aus der Politik)[162]